# Ізобільненська сільська рада (Алушта)
Ізобі́льненська сільська́ ра́да — адміністративно-територіальна одиниця та орган місцевого самоврядування у складі Ялтинського району Автономної Республіки Крим. Адміністративний центр — село Ізобільне.

## Загальні відомості
- Населення ради: 4 438 осіб (станом на 2001 рік)

## Населені пункти
Сільській раді були підпорядковані населені пункти:
- с. Ізобільне
- с. Верхня Кутузовка
- с. Нижня Кутузовка
- с-ще Розовий

## Склад ради
Рада складалася з 20 депутатів та голови.
- Голова ради:
- Секретар ради: Мамадалієва Ельзара Аджиметівна

### Керівний склад попередніх скликань
| Прізвище, ім'я, по батькові | Основні відомості                                                 | Дата обрання | Дата звільнення |
| --------------------------- | ----------------------------------------------------------------- | ------------ | --------------- |
| Ребіков Віктор Ілліч        | Сільський голова, 1958 року народження, освіта вища, безпартійний | 26.03.2006   | 31.10.2010      |
| Ребіков Віктор Ілліч        | Сільський голова, 1958 року народження, освіта вища, безпартійний | 31.10.2010   | 19.12.2013      |

Примітка: таблиця складена за даними сайту Верховної Ради України

### Депутати
За результатами місцевих виборів 2010 року депутатами ради стали:

#### За суб'єктами висування
| Суб'єкт висування                 | Кількість обраних депутатів | %  |
| --------------------------------- | --------------------------- | -- |
| Партія регіонів                   | 14                          | 70 |
| Політична партія «Сильна Україна» | 3                           | 15 |
| Самовисування                     | 3                           | 15 |

#### За округами
| № округу                          | Прізвище, ім'я, по батькові     | Дата визнання обраним | Освіта  | Партійна приналежність                  | Відомості про обраного депутата                                                 |
| --------------------------------- | ------------------------------- | --------------------- | ------- | --------------------------------------- | ------------------------------------------------------------------------------- |
| Партія регіонів                   |                                 |                       |         |                                         |                                                                                 |
| 1                                 | Сумарук Валерій Миколайович     | 01.11.2010            | вища    | член Партії регіонів                    | приватний підприємець                                                           |
| 2                                 | Дубасов Ігор Валентинович       | 01.11.2010            | середня | позапартійний                           | тимчасово не працює                                                             |
| 3                                 | Заря Сергій Георгійович         | 01.11.2010            | середня | позапартійний                           | тимчасово не працює                                                             |
| 4                                 | Вириков Володимир Валентинович  | 01.11.2010            | вища    | член Партії регіонів                    | Ізобільненська лікарняна амбулаторія, головний лікар                            |
| 5                                 | Ребіков Ілля Вікторович         | 01.11.2010            | вища    | позапартійний                           | приватний підприємець                                                           |
| 6                                 | Мамадалієва Ельзара Аджіметівна | 01.11.2010            | вища    | позапартійна                            | Ізобільненська сільська рада, секретар ради                                     |
| 8                                 | Сорокін Олександр Олександрович | 01.11.2010            | вища    | позапартійний                           | СТ «Ветеран-3», голова                                                          |
| 9                                 | Сизов Сергій Анатолійович       | 01.11.2010            | середня | позапартійний                           | КП «ЖЕК» Ізобільненської сільської ради, директор                               |
| 11                                | Рождествін Сергій Анатолійович  | 01.11.2010            | середня | член Партії регіонів                    | Алуштинський ефіромастильний радгоспзавод, бригадир                             |
| 13                                | Ларіонова Олена Олександрівна   | 01.11.2010            | вища    | позапартійна                            | будівельний відділ управління архітектури Алуштинської міської ради, спеціаліст |
| 14                                | Ребіков Микола Петрович         | 01.11.2010            | вища    | член Партії регіонів                    | фірма «Кримтехносервіс», майстер виробничої ділянки                             |
| 15                                | Ждан Олександра Олександрівна   | 01.11.2010            | вища    | член Партії регіонів                    | Ізоібльненська сільська рада, діловод                                           |
| 16                                | Авдєєв Анатолій Васильович      | 01.11.2010            | середня | позапартійний                           | ДП «Алушта», кочегар                                                            |
| 17                                | Єрьомін Олександр Валерійович   | 01.11.2010            | середня | позапартійний                           | тимчасово не працює                                                             |
| Політична партія «Сильна Україна» |                                 |                       |         |                                         |                                                                                 |
| 18                                | Рамазанов Амет Сейдуллайович    | 01.11.2010            | середня | член Політичної партії «Сильна Україна» | тимчасово не працює                                                             |
| 19                                | Асанов Юсуф Мустафайович        | 01.11.2010            | вища    | член Політичної партії «Сильна Україна» | ТОВ "Будівельна компанія «Цивілбуд», монтажник                                  |
| 20                                | Єлджі Айдер Мустафайович        | 01.11.2010            | вища    | член Політичної партії «Сильна Україна» | компанія "АТ «Крим», агент                                                      |
| Самовисування                     |                                 |                       |         |                                         |                                                                                 |
| 7                                 | Симонов Сергій Олександрович    | 01.11.2010            | середня | позапартійний                           | тимчасово не працює                                                             |
| 10                                | Арпатли Енвер Алійович          | 09.06.2013            | вища    | позапартійний                           | приватний підприємець                                                           |
| 12                                | Деркач Юрій Юрійович            | 09.06.2013            | вища    | член Партії регіонів                    | ДПМГ «Холодна гора», директор                                                   |